# 지평선산단로
지평선단로(Jipyeongseonsandan-ro)는 전북특별자치도 김제시 만경읍 내죽교차로에서 김제시 백산면을 잇는 도로이다.

## 주요 경유지
전북특별자치도
- 김제시 (만경읍 - 백산면)

## 노선
| 이름          | 접속 노선                     | 소재지        | 소재지        | 비고          |
| 능제로와 직결 | 능제로와 직결                 | 능제로와 직결 | 능제로와 직결 | 능제로와 직결 |
| ------------- | ----------------------------- | ------------- | ------------- | ------------- |
| 내죽 교차로   | 국도 제29호선 (금만로) 능제로 | 김제시        | 만경읍        |               |
| 대동 교차로   | 청하로 대동1길                | 김제시        | 만경읍        |               |
| 수록 교차로   | 백석로                        | 김제시        | 백산면        |               |
| 백산 교차로   | 지방도 제712호선 (백산로)     | 김제시        | 백산면        |               |
| 복지 교차로   | 씨앗길 하정4길                | 김제시        | 백산면        |               |
| 돌제 교차로   | 종정길                        | 김제시        | 백산면        |               |
| 백산 교차로   | 국도 제23호선 (하공로) 석정로 | 김제시        | 백산면        |               |
| (이름없음)    | 석정로 황경1길                | 김제시        | 백산면        |               |

## 주요 시설및 건물
- CU 김제지평선산단점 (지평선산단로 352/부거리 1585)